# Моргунов, Сергей Сергеевич
Сергей Сергеевич Моргунов (род. 9 февраля 1993 года, Шахты, Ростовская обл., Россия) — российский легкоатлет, прыгун в длину, рекордсмен мира среди юниоров.

## Биография
В 2010 году в возрасте 17 лет участвовал в Юношеских Олимпийских играх, где занял 7 место с результатом 7,08 м.
В 2011 году Моргунов завоевал золотую медаль на юниорском первенстве мира в Таллинне, прыгнув в последней попытке на 8,18 м с попутным ветром 3,6 м/с. На тех же соревнованиях он установил личный рекорд 8,10 м.
11 февраля 2012 года в Волгограде установил личный рекорд для залов — 7,94 м. Там же 10 февраля он пробежал 60 м за 6,80 с.
20 июня 2012 года в Чебоксарах на юниорском чемпионате России Моргунов прыгнул на 8,35 м при скорости попутного ветра 1,1 м/с, превысив тем самым мировой рекорд среди юниоров (8,34 м), установленный 40 лет назад Рэнди Уильямсом в квалификационных соревнованиях Олимпийских игр 1972 года в Мюнхене. С этим результатом он стал лучшим прыгуном мира сезона 2012 (такой же результат в сезоне показал олимпийский чемпион Грег Разерфорд).
На Олимпийских играх 2012 года в Лондоне Моргунов в квалификационном раунде с результатом 7,87 м при двух заступах занял 16-е место и не прошёл в финал.

## Соревнования
Чемпионат Европы среди юниоров, Таллинн, 21.07.2011—22.07.2011
| # | Рез.  | Ветер | Спортсмен          | Лет | Страна | Пр. |
| - | ----- | ----- | ------------------ | --- | ------ | --- |
| 1 | 8,18w | 3,6   | Моргунов, Сергей   | 18  | Россия |     |
| 2 | 8,11  | 1,0   | Ящук, Томашen      | 19  | Польша |     |
| 3 | 7,83w | 2,9   | Антонов, Евгенийen | 19  | Россия |     |

Чемпионат России среди юниоров, Чебоксары, 19.06.2012—20.06.2012
| # | Рез. | Ветер | Спортсмен        | Лет | Страна | Пр. |
| - | ---- | ----- | ---------------- | --- | ------ | --- |
| 1 | 8,35 | 1,1   | Моргунов, Сергей | 19  | Россия |     |
| 2 | 7,86 | –0,9  | Примак, Артёмen  | 19  | Россия |     |

Чемпионат мира среди юниоров, Барселона, 10.07.2012—11.07.2012
| # | Рез. | Ветер | Спортсмен              | Лет | Страна | Пр. |
| - | ---- | ----- | ---------------------- | --- | ------ | --- |
| 1 | 8,09 | 0,4   | Моргунов, Сергей       | 19  | Россия |     |
| 2 | 7,82 | –0,4  | Трояковский, Андреасen | 19  | Дания  |     |
| 3 | 7,64 |       | Лоусон, Джеррионen     | 18  | США    |     |

## Лучшие результаты
Лучшие результаты по годам
| Год           | 2010 | 2011 | 2012 |
| ------------- | ---- | ---- | ---- |
| Результат (м) | 7,66 | 8,10 | 8,35 |

Все прыжки за 8,00 м
| Результат | Ветер | Стадион   | Дата       | Примечание                                  |
| --------- | ----- | --------- | ---------- | ------------------------------------------- |
| 8,10      | 0,2   | Таллинн   | 22.07.2011 | Чемпионат Европы для юниоров                |
| 8,18      | 3,6   | Таллинн   | 22.07.2011 | Чемпионат Европы для юниоров                |
| 8,08      | 1,2   | Чебоксары | 19.06.2012 | Чемпионат России для юниоров (квалификация) |
| 8,35      | 1,1   | Чебоксары | 20.06.2012 | Чемпионат России для юниоров (финал)        |
| 8,01      | -0,4  | Барселона | 10.07.2012 | Чемпионат мира для юниоров (квалификация)   |
| 8,09      | 0,4   | Барселона | 11.07.2012 | Чемпионат мира для юниоров (финал)          |